# Кортес (Колорадо)
Кортес (англ. Cortez) — місто (англ. city) в США, в окрузі Монтесума штату Колорадо. Населення — 8766 осіб (2020).

## Географія
Кортес розташований за координатами 37°20′59″ пн. ш. 108°34′36″ зх. д. / 37.34972° пн. ш. 108.57667° зх. д. (37.349783, -108.576687).  За даними Бюро перепису населення США в 2010 році місто мало площу 16,16 км², з яких 16,09 км² — суходіл та 0,07 км² — водойми.

### Клімат
| Клімат : Кортес         | Клімат : Кортес | Клімат : Кортес | Клімат : Кортес | Клімат : Кортес | Клімат : Кортес | Клімат : Кортес | Клімат : Кортес | Клімат : Кортес | Клімат : Кортес | Клімат : Кортес | Клімат : Кортес | Клімат : Кортес | Клімат : Кортес |
| Показник                | Січ.            | Лют.            | Бер.            | Квіт.           | Трав.           | Черв.           | Лип.            | Серп.           | Вер.            | Жовт.           | Лист.           | Груд.           | Рік             |
| Абсолютний максимум, °C | 17,2            | 25,6            | 26,7            | 31,1            | 35,0            | 37,8            | 38,9            | 37,2            | 35,6            | 30,0            | 22,2            | 18,3            | 38,9            |
| Середній максимум, °C   | 5,0             | 7,8             | 11,7            | 16,7            | 22,2            | 28,3            | 31,7            | 30,0            | 26,1            | 19,4            | 11,1            | 5,6             | 17,8            |
| Середній мінімум, °C    | −11,1           | −7,8            | −3,9            | −1,7            | 2,8             | 7,8             | 11,7            | 10,6            | 6,7             | 0,6             | −5,6            | −10             | 0,0             |
| Абсолютний мінімум, °C  | −32,8           | −35             | −26,1           | −14,4           | −8,3            | −2,8            | 2,8             | 2,2             | −5              | −11,1           | −25,6           | −30             | −35             |
| Норма опадів, мм        | 26              | 24              | 35              | 23              | 26              | 11              | 31              | 35              | 33              | 39              | 30              | 23              | 336             |
| ----------------------- | --------------- | --------------- | --------------- | --------------- | --------------- | --------------- | --------------- | --------------- | --------------- | --------------- | --------------- | --------------- | --------------- |
| Джерело:                |                 |                 |                 |                 |                 |                 |                 |                 |                 |                 |                 |                 |                 |

## Демографія
Згідно з переписом 2010 року, у місті мешкали 8482 особи в 3590 домогосподарствах у складі 2234 родин. Густота населення становила 525 осіб/км².  Було 3885 помешкань (240/км²).
Расовий склад населення:
| - 79,2 % — білих - 11,8 % — корінних американців - 0,8 % — азіатів - 0,4 % — чорних або афроамериканців - 4,5 % — осіб інших рас |

До двох чи більше рас належало 3,3 %. Частка іспаномовних становила 15,8 % від усіх жителів.
За віковим діапазоном населення розподілялося таким чином: 25,2 % — особи молодші 18 років, 57,0 % — особи у віці 18—64 років, 17,8 % — особи у віці 65 років та старші. Медіана віку мешканця становила 38,3 року. На 100 осіб жіночої статі у місті припадало 92,8 чоловіків;  на 100 жінок у віці від 18 років та старших — 85,0 чоловіків також старших 18 років.
Середній дохід на одне домашнє господарство  становив 50 296 доларів США (медіана — 42 412), а середній дохід на одну сім'ю — 58 569 доларів (медіана — 48 177). Медіана доходів становила 43 386 доларів для чоловіків та 31 544 долари для жінок. За межею бідності перебувало 20,8 % осіб, у тому числі 39,2 % дітей у віці до 18 років та 8,2 % осіб у віці 65 років та старших.
Цивільне працевлаштоване населення становило 3741 осіб. Основні галузі зайнятості: освіта, охорона здоров'я та соціальна допомога — 23,7 %, роздрібна торгівля — 17,0 %, мистецтво, розваги та відпочинок — 14,3 %.